# Alessandria Troade
Alessandria Troade ("Alessandria della penisola di Troade"; in greco Αλεξάνδρεια Τρωάς?; in turco Eski Stambul) fu una delle città fondate da Alessandro Magno durante le sue campagne in Asia. La sua precisa localizzazione nell'attuale Turchia è sconosciuta.
È il sito di un'antica città greca situata sul Mar Egeo vicino alla punta settentrionale della costa occidentale della Turchia, un po' a sud di Tenedo (moderna Bozcaada). Si trova a sud-est della moderna Dalyan, un villaggio nel distretto di Ezine della provincia di Çanakkale. Il sito si estende su una superficie stimata di 400 ettari; tra le poche strutture oggi rimaste vi sono le rovine delle terme, un odeon, un teatro, un gymnasium ed uno stadio è stato recentemente scoperto. Si può ancora individuare il circuito delle antiche mura.

## Storia

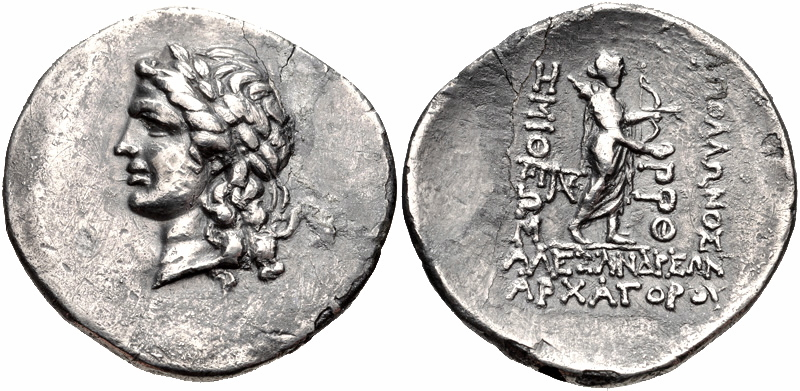
Moneta (Didrachm) di Alessandria, 102-66 a.C. Dritto: Testa laureata di Apollo. Rovescio: Apollo Smintheus in piedi a destra, faretra sopra la spalla, con in mano arco, freccia e patera, con iscrizione verticale ΑΠΟΛΛΩΝΟΣ ΖΜΙΘΕΩΣ.

### Periodo Ellenistico
Secondo Strabone, questo sito fu inizialmente chiamato Sigeia (Σιγία); intorno al 306 aC Antigono rifondò la città come Antigonia Troas espandendola popolandola con persone di altre cinque città della Sigeia, inclusa una volta influente città di Neandreia. Non ricevette il suo nome fino a quando il suo nome non fu cambiato da Lisimaco in Alessandria Troade, nel 301 aC, in memoria di Alessandro III di Macedonia (Plinio afferma semplicemente, a suo avviso, che il nome cambiò da Antigonia ad Alessandria ). Tuttavia, il punto di vista di Plinio non è corretto, perché la città continuò a essere chiamata Alessandria Troade, e così è anche affermato nel IV-V sec. AD nella Tabula Peutingeriana.
In quanto porto principale dell'Asia Minore nord-occidentale, il luogo prosperò notevolmente in epoca romana, diventando una "città libera e autonoma" già nel 188 aC e le vestigia esistenti attestano sufficientemente la sua antica importanza. Nel suo periodo di massimo splendore la città potrebbe aver avuto una popolazione di circa 100000 abitanti. Strabone menziona che una colonia romana fu creata nel luogo durante il regno di Augusto, chiamata Colonia Alexandria Augusta Troas (chiamata semplicemente Troade durante questo periodo). Augusto, Adriano e il ricco grammatico Erode Attico contribuirono notevolmente al suo abbellimento; a quest'ultimo si deve l'acquedotto ancora conservato. Costantino ipotizzò di elevare Troade a capitale dell'Impero Romano.

### Periodo Romano
In epoca romana, era un porto importante per i viaggi tra l'Anatolia e l'Europa. Secondo il racconto degli Atti degli Apostoli, Paolo di Tarso salpò per l'Europa per la prima volta da Alessandria Troade e vi tornò dall'Europa (è lì che si dice sia avvenuto l'episodio della resurrezione di Eutico). Anche Ignazio di Antiochia si fermò in questa città prima di continuare il suo martirio a Roma.

### Periodo Bizantino
Sono noti molti dei vescovi della Diocesi di Troade: Marino nel 325; Niconio nel 344; Silvano all'inizio del V secolo; Pionio nel 451; Leone nel 787; Pietro, amico del Patriarca Ignazio e avversario di Michele, nel IX secolo. Nel X secolo Troade è dato come suffraganeo di Cizico e distinto dalla famosa Troia (Heinrich Gelzer, Ungedruckte ... Texte der Notitiae episcopatuum, 552; Georgii Cyprii descriptio orbis romani, 64); non si sa quando la città fu distrutta e la diocesi scomparve. Il vescovato rimane una sede titolare della Chiesa cattolica sotto il nome di Troade, vacante dal 1971.
Troade è anche una sede titolare della Chiesa ortodossa sotto il Patriarcato ecumenico. Il vescovo Savas (Zembillas) di Troade è stato gerarca dal 2002 al 2011, poi è diventato il metropolita Savas (Zembillas) di Pittsburgh nell'arcidiocesi greco-ortodossa d'America. 

### Periodo Ottomano
I turcomanni Karasidi si stabilirono nell'area della Troade nel XIV secolo. Il loro beylik fu conquistato dagli Ottomani nel 1336. Le rovine di Alessandria Troas vennero conosciute tra i turchi come Eski Stambul, la "Città Vecchia". Le pietre del sito furono utilizzate come materiale da costruzione (ad esempio Mehmed IV prese le colonne per adornare la sua moschea Yeni Valide a Istanbul). A partire dalla metà del XVIII secolo il sito fungeva da "luogo in agguato per i banditi".

### Periodo attuale
Nel 1911, il sito era stato ricoperto di querce e molto saccheggiato, ma il periplo delle vecchie mura poteva ancora essere tracciato ed in molti punti era abbastanza ben conservato. Avevano una circonferenza di una decina di chilometri ed erano fortificate con torri a intervalli regolari. All'interno di quest'area si trovano resti di un antico complesso termale e palestra; questo edificio è conosciuto localmente come Bal Saray (Palazzo del Miele) ed è stato originariamente donato da Erode Attico nell'anno 135. Traiano costruì un acquedotto di cui si possono ancora rintracciare le tracce. Il porto aveva due grandi bacini, ora quasi del tutto interrati. È oggetto di uno studio dell'inizio del XXI secolo da parte di archeologi tedeschi che scavano e ispezionavano il sito. Il loro scavo ha portato alla luce i resti di un grande stadio risalente al 100 aC circa.